# Montgazin
Montgazin (okzitanisch: Montgasin) ist eine französische Gemeinde mit 166 Einwohnern (Stand: 1. Januar 2022) im Département Haute-Garonne in der Region Okzitanien. Sie gehört zum Arrondissement Muret und zum Kanton Auterive. Ihre Einwohner werden Gazimontains genannt.

## Geographie
Die Gemeinde Montgazin liegt an der Grenze zum Département Ariège, etwa 35 Kilometer südsüdwestlich von Toulouse und 16 Kilometer südlich von Muret am Fluss Aunat, der die westliche Gemeindegrenze bildet.
Umgeben wird Montgazin von den Nachbargemeinden Montaut im Norden, Saint-Sulpice-sur-Lèze im Nordosten, Lézat-sur-Lèze im Osten und Süden, Lacaugne im Südwesten sowie Marquefave im Westen.

## Bevölkerungsentwicklung
| Jahr                       | 1962 | 1968 | 1975 | 1982 | 1990 | 1999 | 2006 | 2012 | 2020 |
| Einwohner                  | 175  | 162  | 133  | 122  | 125  | 151  | 170  | 165  | 169  |
| Quellen: Cassini und INSEE |      |      |      |      |      |      |      |      |      |

## Sehenswürdigkeiten
- Kirche Sainte-Catherine mit Glocken aus den Jahren 1523 und 1533

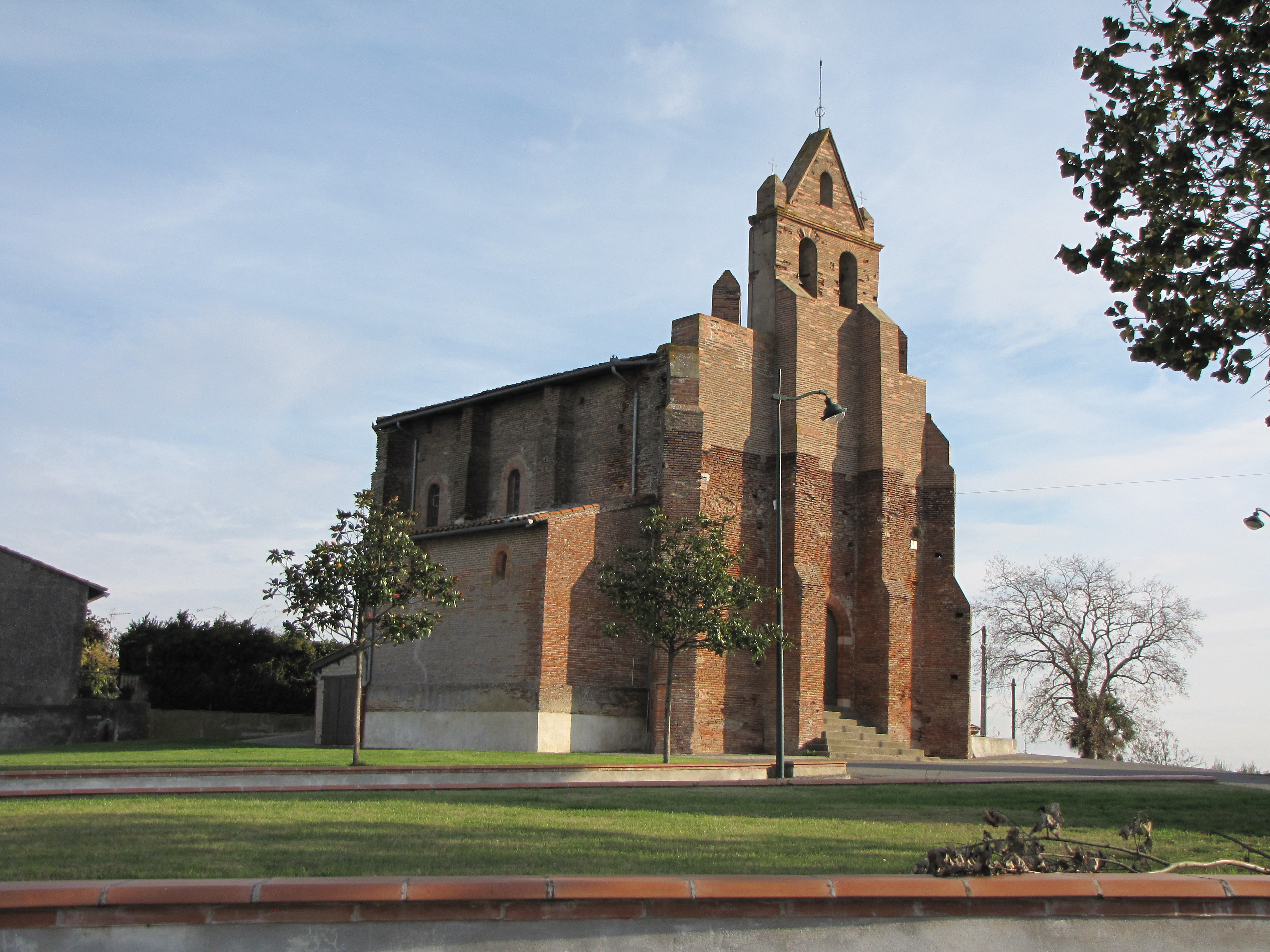
Kirche Sainte-Catherine